# Metropolis (manga)
Metropolis (jap. メトロポリス Metoroporisu) – manga autorstwa Osama Tezuki i anime powstałe w oparciu o film science fiction Metropolis Fritza Langa z 1926 roku.
W latach 40. XX wieku Osamu Tezuka zobaczył kilka zdjęć z niemego filmu Langa, które zainspirowały go do stworzenia mangi. Tezuka osobiście filmu nie widział, tak więc przedstawiona w jego mandze opowieść jest inna od scenariusza filmowego Langa. Niezmienne pozostały jednak obecność robotów oraz podział na klasę robotniczą i inteligencję. W 2001 roku na motywach mangi powstało anime pod tym samym tytułem.
Metropolis to tragiczna opowieść o robocie, który nieświadom swego nieludzkiego pochodzenia marzy o tym, żeby pewnego dnia odnaleźć rodziców. Prawdziwy dramat zacznie się, gdy marzenia te legną w gruzach, a maszyna zbuntuje się przeciw ludzkości.